# 和歌山県道3号かつらぎ桃山線
和歌山県道3号かつらぎ桃山線（わかやまけんどう3ごう かつらぎももやません）は、和歌山県伊都郡かつらぎ町から紀の川市に至る県道（主要地方道）である。

## 概要
和歌山県伊都郡かつらぎ町志賀から紀の川市桃山町市場に至る。
この道は高野山へのルートだが、ほとんどの車は国道370号や国道480号を通るため、比較的交通量は少ない。
山の中・集落の間を通るため、道幅は狭い箇所が多い。

### 路線データ
- 陸上距離：20.1 km　（実延長　かつらぎ町：1.273km　紀の川市：18.462km）
- 起点：伊都郡かつらぎ町志賀（志賀交差点＝国道480号）
- 終点：紀の川市桃山町市場（市場交差点＝国道424号）

## 歴史
- 1982年（昭和57年）4月1日 - 建設省（現・国土交通省）が主要地方道に指定。
- 1983年（昭和58年）2月1日 - 和歌山県が路線認定。整理番号32。
- 1993年（平成5年）5月11日 - 建設省から、主要県道かつらぎ桃山線がかつらぎ桃山線として主要地方道に再指定される[1]。
- 1994年（平成6年）4月1日 - 県道番号を3へ変更。

## 路線状況

### 重複区間
- 和歌山県道4号高野口野上線（紀の川市上鞆渕 - 紀の川市下鞆渕）
- 国道424号・和歌山県道13号和歌山橋本線（紀の川市桃山町元 - 紀の川市桃山町市場）

## 地理

### 通過する自治体
- 伊都郡かつらぎ町
- 紀の川市

### 交差する道路
- 国道480号（伊都郡かつらぎ町志賀、起点）
- 和歌山県道4号高野口野上線（紀の川市上鞆渕）
- 和歌山県道4号高野口野上線（紀の川市下鞆渕）
- 国道424号・和歌山県道13号和歌山橋本線（紀の川市桃山町元）
- 国道424号・和歌山県道13号和歌山橋本線・和歌山県道128号桃山下井阪線・和歌山県道130号桃山丸栖線（紀の川市桃山町市場、終点）